# Ana de Mier y Ortuño
Ana de Mier y Ortuño (* 12. April 1981 in Granada, Spanien) ist eine deutsch-spanische Filmeditorin, die in München lebt. Für ihre Montage des Jugendfilms Das schönste Mädchen der Welt (Regie: Aron Lehmann) wurde sie 2019 für den Deutschen Filmpreis in der Kategorie Bester Schnitt nominiert.

## Leben und Werk
Ana de Mier y Ortuño zog im Alter von fünf Jahren mit ihrer Familie nach München. Nach einer Berufsausbildung als Fremdsprachenkorrespondentin für Englisch und Spanisch, begann sie ein Architektur-Studium, welches sie jedoch nach dem Vordiplom nicht mehr fortsetzte.
Ihre Karriere im Bereich Filmmontage begann 2007 als Schnittassistentin von Alexander Berner bei dem Kinospielfilm Der Baader Meinhof Komplex. Es folgten Assistenzen bei weiteren renommierten Editoren wie Claus Wehlisch, Charles Ladmiral und Patricia Rommel. Auch an dem Kassenschlager Fack Ju Göhte (2013) war sie als Assistentin beteiligt, und montierte außerdem sogenannte »Virals«, also fürs Internet bestimmte Teaser, die aus zusätzlich gedrehtem Material bestanden, welches im Film selbst nicht vorkam.
Bei Tim Trachtes Langfilmdebüt Abschussfahrt (2015) war Ana de Mier y Ortuño erstmals für die Montage eines Langfilms verantwortlich, mit zwei weiteren Editoren, Jochen Retter und Milos Savic. Ein Jahr später montierte sie alleine den zweiten Kinofilm von Trachte, Die Vampirschwestern 3 – Reise nach Transsilvanien.
Für Das schönste Mädchen der Welt (Regie: Aron Lehmann, 2018) war sie zum ersten Mal für einen Schnittpreis nominiert, in der Kategorie Bester Schnitt des Deutschen Filmpreises 2019. Es war ihre erste Zusammenarbeit mit Lehmann; seitdem montierte sie alle seine Regiearbeiten, einschließlich der 2022 erschienenen Kinospielfilme Jagdsaison und Was man von hier aus sehen kann.
Ana de Mier y Ortuño ist Mitglied der Deutschen Filmakademie, der Europäischen Filmakademie und im Bundesverband Filmschnitt Editor e. V. (BFS).

## Filmografie (Auswahl)
Wo nicht anders angegeben, handelt es sich um einen Kinospielfilm.

### Als Filmeditorin
- 2015: Abschussfahrt – weitere Editoren: Jochen Retter & Milos Savic; Regie: Tim Trachte
- 2015: Bruder vor Luder – weiterer Editor: Robert Stuprich; Regie: Tomas Erhart, Heiko Lochmann, Roman Lochmann
- 2016: Die Vampirschwestern 3 – Reise nach Transsilvanien – Regie: Tim Trachte
- 2018: Das schönste Mädchen der Welt – Regie: Aron Lehmann
- 2018: 100 Dinge – weiterer Editor: Denis Bachter; Regie: Florian David Fitz
- 2019: Benjamin Blümchen – weiterer Editor: Zaz Montana; Regie: Tim Trachte
- 2019: Auerhaus – weiterer Editor: Hansjörg Weißbrich; Regie: Neele Leana Vollmar
- 2020: Das letzte Wort (Web-Serie, 4 Folgen) – Regie: Aron Lehmann, Pola Beck
- 2022: Jagdsaison – Regie: Aron Lehmann
- 2022: Was man von hier aus sehen kann – Regie: Aron Lehmann
- 2022: Oskars Kleid – Regie: Hüseyin Tabak

### Als Co-Editorin / zusätzliche Editorin
- 2015: V8 – Die Rache der Nitros – Vorschnitt für Claus Wehlisch; Regie: Joachim Masannek
- 2017: Luna – zusätzliche Editorin zu Florian Duffe; Regie: Khaled Kaissar
- 2018: Jim Knopf und Lukas der Lokomotivführer – Co-Editorin bei Ueli Christen; Regie: Dennis Gansel

### Als Schnittassistentin
- 2008: Der Baader Meinhof Komplex – Assistenz bei Alexander Berner; Regie: Uli Edel
- 2010: Henri 4 – Assistenz bei Alexander Berner & Claus Wehlisch; Regie: Jo Baier
- 2010: Jane’s Journey – Die Lebensreise der Jane Goodall (Dokumentarfilm) – Assistenz bei Patricia Rommel & Corina Dietz; Regie: Lorenz Knauer
- 2013: Fack Ju Göhte – Assistenz bei Charles Ladmiral & Zaz Montana; Regie: Bora Dagtekin
- 2013: V8 – Du willst der Beste sein – Assistenz bei Claus Wehlisch; Regie: Joachim Masannek
- 2016: Stadtlandliebe – Assistenz bei Claus Wehlisch; Regie: Marco Kreuzpaintner

### Als Stereographie-Assistentin
- 2011: Die drei Musketiere – Montage: Alexander Berner; Regie: Paul W.S. Anderson
- 2013: 47 Ronin – Montage: Stuart Baird; Regie: Carl Rinsch